# Schlacht vor Cartagena (1873)
Als Schlacht vor Cartagena, alternativ auch als Schlacht von Portmán oder Schlacht von Escombreras, wird ein Seegefecht bezeichnet, das am 11. Oktober 1873 in den Gewässern vor Cartagena zwischen Kriegsschiffen der spanischen Zentralregierung und aufständischen Kantonalisten aus Cartagena stattfand. Die beiden stärksten Kriegsschiffe der spanischen Marine kämpften dabei gegeneinander, obwohl beide Seiten die spanische Flagge führten.

## Republik gegen Regionen
Nach der Abdankung des Königs Amadeus I. war am 11. Februar 1873 die Spanische Republik errichtet worden. Die junge Republik führte von Anfang an einen Zweifrontenkrieg. Im Norden Spaniens (Navarra, Baskenland, Katalonien) kämpften Carlisten für die Wiedererrichtung der Monarchie und im Süden des Landes (Andalusien, Levante) hatten aufständische Anhänger einer föderalen Umgestaltung der Republik mehrere autonome Kantone errichtet.
Den Aufständischen in Cartagena war dabei der Großteil der spanischen Kriegsflotte in die Hände gefallen. Dazu zählten die Panzerschiffe Numancia, Vitoria, Tetuán und Méndez Núñez, die Fregatte Almansa, der Dampfer Fernando el Católico sowie einige kleinere Dampfer und Kanonenboote. Die regierungstreuen Besatzungen und Offiziere dieser Schiffe wurden durch befreite Galeerensträflinge ersetzt. Die Besatzung der Fregatte Villa de Madrid schloss sich den Aufständischen an. Mit den erbeuteten Schiffen kaperten die Kantonalisten aus Cartagena spanische Handelsschiffe und beschossen andere spanische Hafenstädte, die sich ebenfalls zu autonomen Kantonen erklärt hatten. Auf diese Weise erpressten sie finanzielle Unterstützung (Kontributionen) und Lebensmittel. Daraufhin erklärte die Zentralregierung in Madrid die unter der roten Flagge der Kantonalisten fahrenden Schiffe und ihre Besatzungen am 20. Juli 1873 offiziell zu Piraten.
Während die spanische Regierung im Mittelmeer zunächst über keine eigenen Kriegsschiffe verfügte, um weiteren Ausfällen und Überfällen der Kantonalisten Einhalt zu gebieten, entsandten Großbritannien, Frankreich, das Deutsche Reich, Italien, Österreich-Ungarn, Portugal, Schweden, die USA und sogar Brasilien ihre Kriegsschiffe zum Schutz ihrer Staatsbürger in spanische Gewässer. Ein Großteil dieser ausländischen Kriegsschiffe lag in der Bucht von Escombreras vor Anker, in Cartagenas unmittelbarer Nachbarschaft. Deutsche, britische und US-amerikanische Kriegsschiffe brachten einige unter roter Flagge fahrende Schiffe auf, so z. B. die Vitoria, die Almansa sowie die Villa de Madrid, und übergaben sie der spanischen Regierung. Um der Aufbringung weiterer Schiffe zu entgehen, führten fortan auch die Kantonalisten auf See die international anerkannte rot-gelb-rote Flagge Spaniens.

Flagge der (Ersten) Spanischen Republik
Rote Flagge der autonomen Kantone
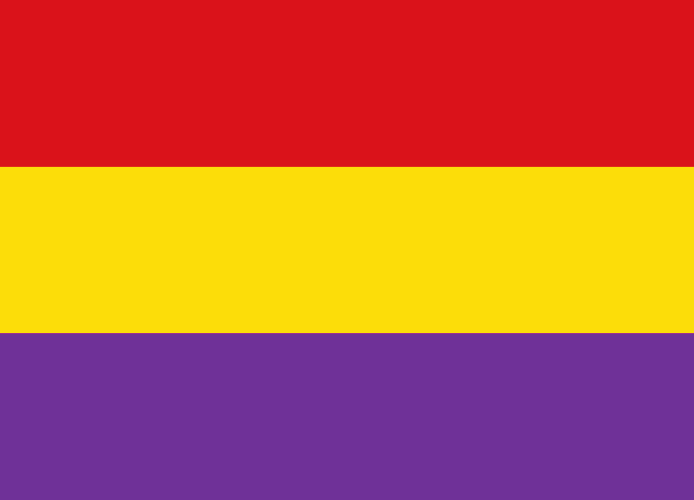
Alternativflagge der Kantonalisten

Aus den zurückgegebenen Kriegsschiffen und einigen aus anderen Häfen herangeholten Schiffen formte die Zentralregierung derweil ein neues eigenes Mittelmeergeschwader. Befehlshaber dieses Regierungsgeschwaders wurde  Konteradmiral Miguel Lobo y Malagamba. Da die Regierung befürchtete, die zu Lande bereits von Regierungstruppen eingeschlossenen Kantonalisten könnten mit den Kriegsschiffen aus der belagerten Stadt nach Oran (Französisch-Algerien) fliehen, begann Lobos Geschwader am 10. Oktober 1873 mit einer Seeblockade Cartagenas. Die von General Juan Contreras y Román geführten Kantonalisten griffen daraufhin am Vormittag des 11. Oktober Lobos Geschwader an. Östlich von Cartagena trafen die Gegner aufeinander, beide Seiten führten dabei die spanische Flagge. In unmittelbarer Nähe patrouillierten britische, französische, deutsche und italienische Kriegsschiffe und beobachteten das Gefecht.

## Numancia gegen Vitoria

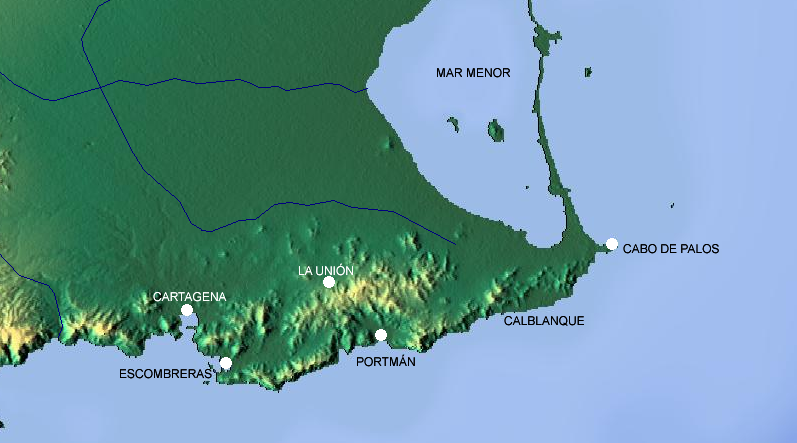
Escombreras, Portmán und Cabo de Palos liegen östlich von Cartagena an der spanischen Mittelmeerküste

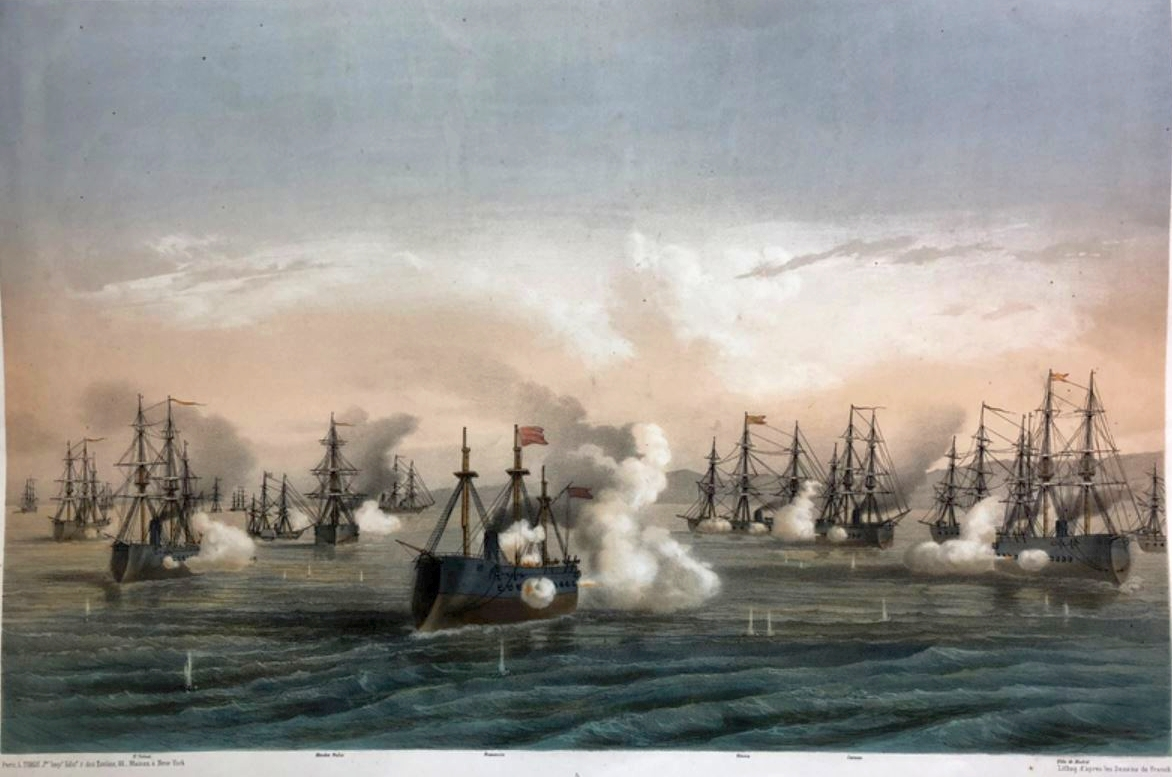
Die Numancia inmitten der Schlacht (Darstellung nach Louis Turgis)

Die 1863 in Frankreich gebaute Numancia galt als das stärkste Schlachtschiff der spanischen Marine, ihr 1865 in England gebautes „Schwesterschiff“, die Vitoria, als das zweitstärkste Schiff. Die Kantonalisten gingen davon aus, dass es die Numancia sogar allein mit Lobos gesamten Geschwader aufnehmen könnte. Die Besatzungen der Numancia und der übrigen Schiffe waren allerdings sowohl seemännisch als auch artilleristisch schlecht ausgebildet und unerfahren sowie trotz oder gerade wegen ihres relativ hohen Kampfgeists undiszipliniert.
Deshalb ging auf der Gegenseite Admiral Lobo wohl ebenfalls davon aus, allein mit der Vitoria alle drei Panzerschiffe der Aufständischen schlagen zu können. Die Vitoria war zumindest stärker als die anderen beiden (1861 bzw. 1863 in Spanien gebauten) Panzerfregatten der Kantonalisten, die Tetuán und die (etwas kleinere) Méndez Núñez (eher eine Korvette als eine Fregatte), allerdings nicht unbedingt stärker als beide zusammen. Wenn die Kantonalisten auch mehr bessere Schiffe hatten, so glaubte Lobo aber, die besseren Mannschaften zu haben. Doch auch die Besatzungen seiner Schiffe waren unzureichend ausgebildet und unerfahren. Zudem gab es auf der Vitoria weder genügend Heizer noch ausreichend hochwertige Kohle an Bord, um für höhere Geschwindigkeiten ausreichend Druck auf den Kesseln zu erzeugen. Unterstützung bekam die Vitoria nur von der hölzernen Propellerfregatte Almansa sowie zwei kleineren hölzernen Propellerfregatten (auch eher Korvetten) und zwei veralteten Raddampfern.

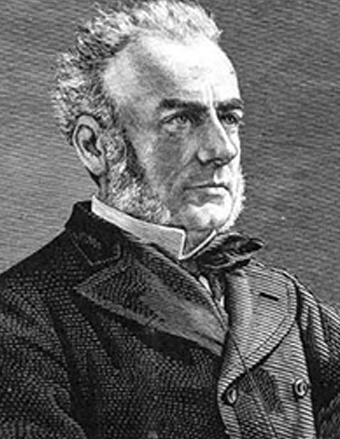
Admiral Miguel Lobo
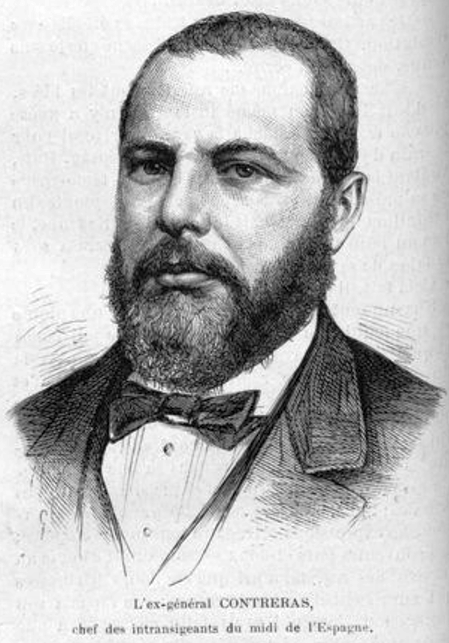
General Juan Contreras
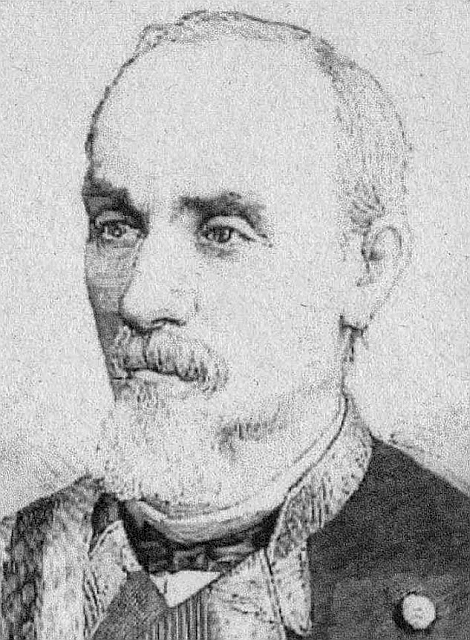
Admiral Nicolas Chicarro

Zunächst griffen Contreras’ Panzerschiffe Lobos ungepanzerte Fregatten an, wurden jedoch durch die Vitoria abgedrängt. Die Numancia konnte sich schnell von der Vitoria lösen und griff daraufhin stattdessen den Dampfer Ciudad de Cádiz an, dieser aber flüchtete sich hinter die deutsche Korvette Elisabeth. Danach griff die Numancia den Dampfer Colon an, brach diesen Angriff jedoch ab, als die noch gegen Lobos Fregatten kämpfenden Panzerschiffe Tetuán und Méndez Núñez auch von der Vitoria angegriffen wurden. Der Kaperung durch die Vitoria entging die  Méndez Núñez nur dadurch, indem sie hinter einer französischen Panzerfregatte in Deckung ging. Von der Tetuán, die als Admiralsschiff fungierte, gab Contreras daraufhin gegen den Willen seiner Besatzungen das Signal zur Umkehr nach Cartagena; die Tetuán deckte den Rückzug. Die Vitoria hätte die Tetuán verfolgen, zerstören und versenken können, doch Lobo verzichtete darauf, weil er alle Schiffe für Spanien bewahren wollte.

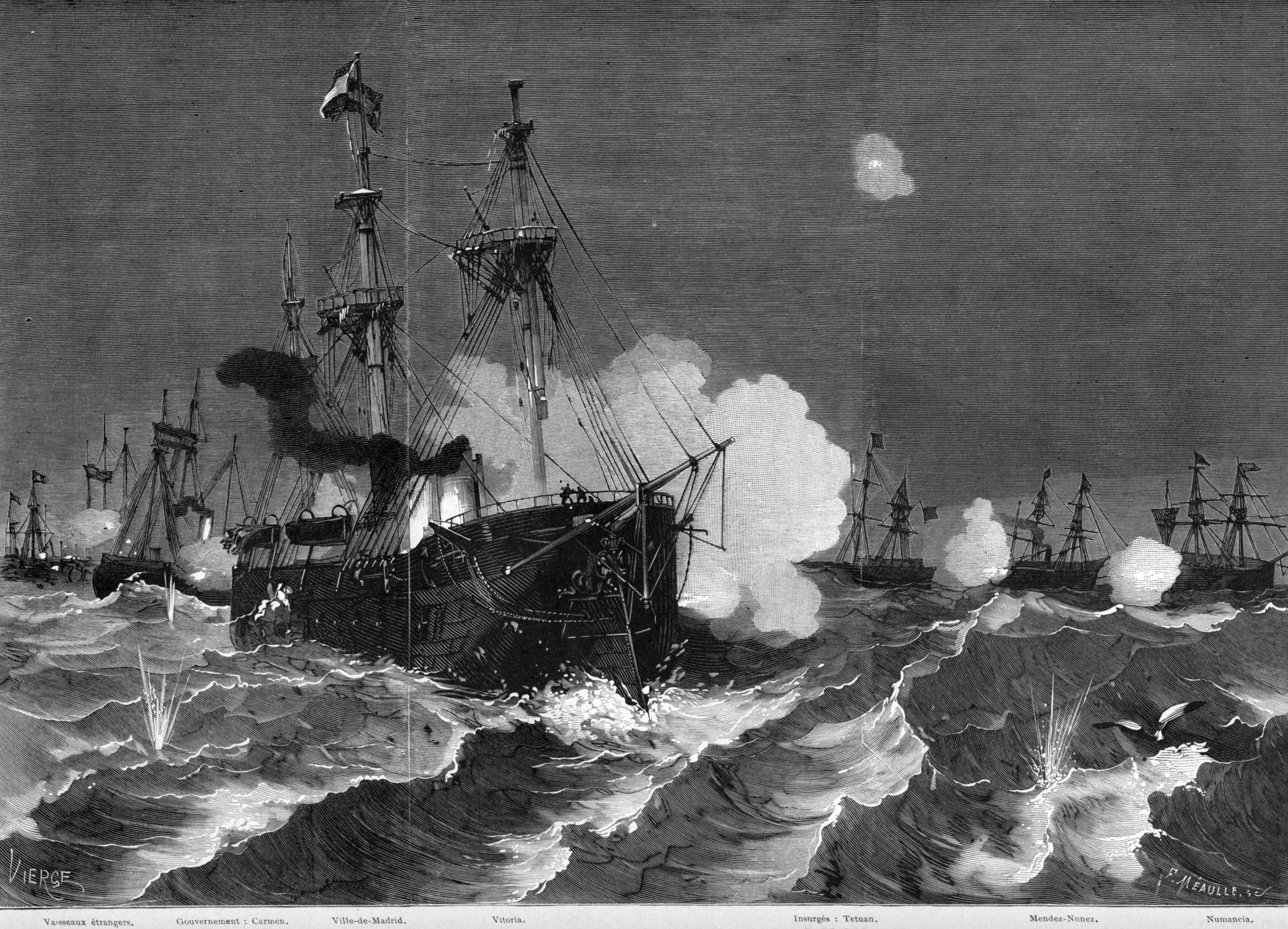
Darstellung der Schlacht in Le Monde illustré, im Vordergrund die Vitoria
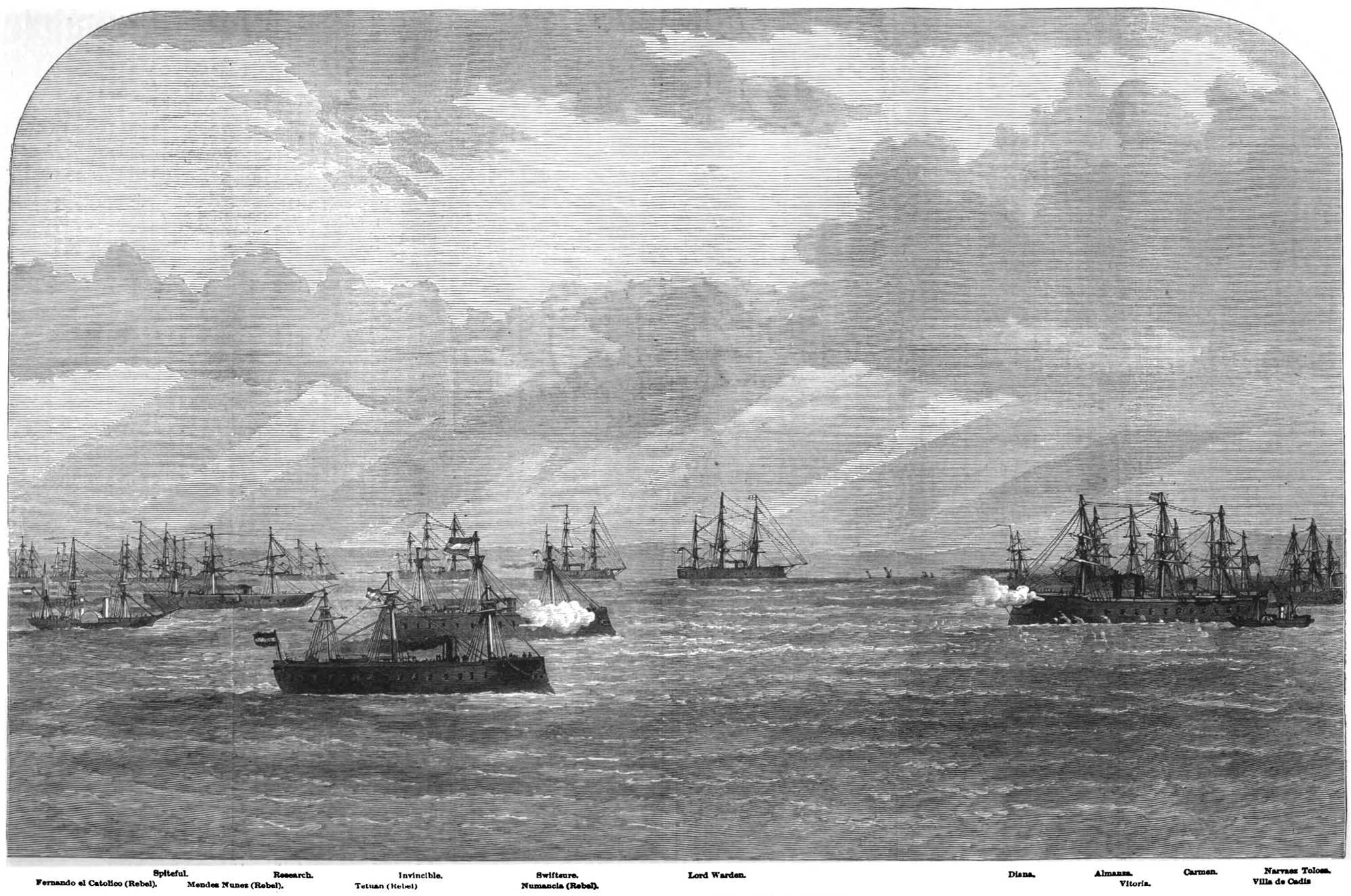
Darstellung der Schlacht in The Illustrated London News, vorn die Tetuán
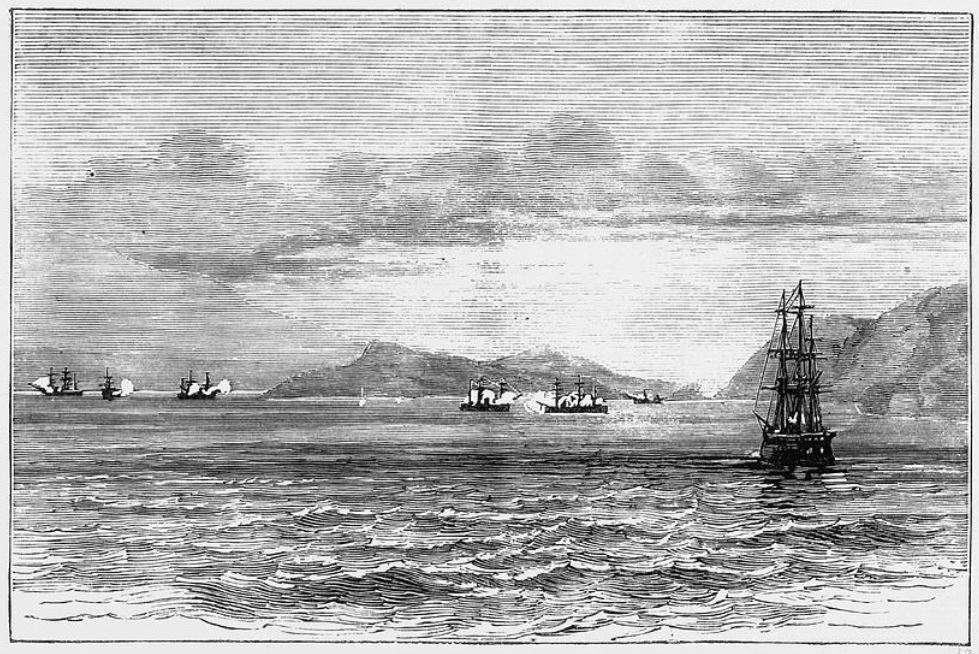
Tetuán und Vitoria feuern aufeinander, beobachtet von der HMS Research

## Folgen

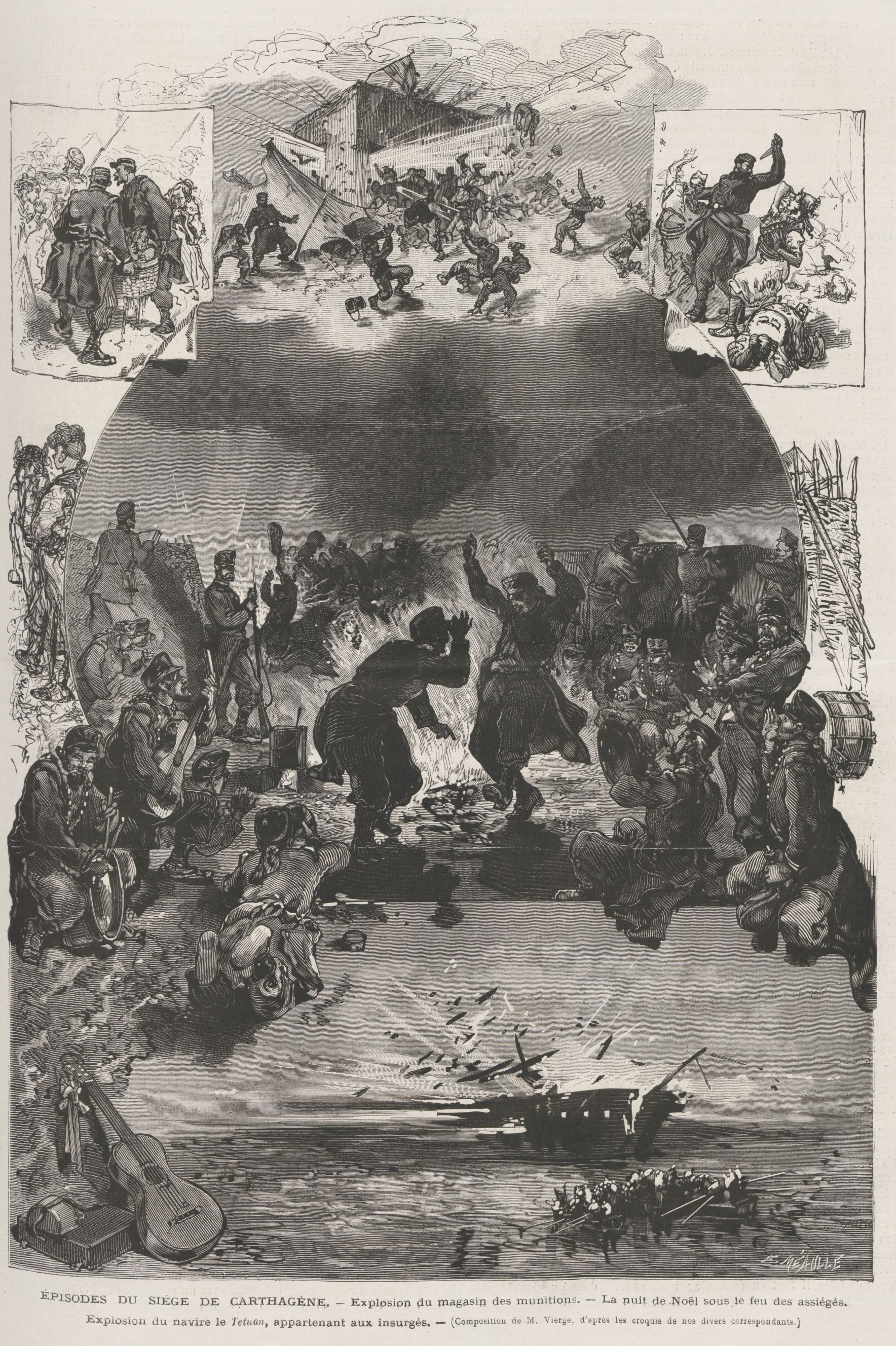
Zerstörung der Tetuán im Hafen von Cartagena (Le Monde illustré)

Auf den während des zweistündigen Kampfes teilweise schwer beschädigten Panzerschiffen der Kantonalisten waren 13 Mann getötet und weitere 47 verletzt worden, anderen Angaben zufolge soll es insgesamt 19 Tote und 84 Verletzte gegeben haben. Unter den Toten befand sich auch Miguel Moya, der als Vizepräsident der Junta von Cartagena die Numancia befehligt hatte. Lobos Geschwader hatte keine Toten zu vermelden, doch waren der Dampfer Ciudad de Cadiz etwas schwerer und die Fregatte Almansa leicht beschädigt worden.
Da die Kantonalisten in den Hafen von Cartagena zurückgekehrt waren, vermeldete Lobo einen Sieg nach Madrid. Als die Kantonalisten jedoch schon am 13. Oktober 1873 wieder vor dem Regierungsgeschwader aufkreuzten (diesmal südwestlich von Cartagena), war es Lobo, der sich entschloss abzudrehen und einem erneuten Gefecht auszuweichen. In Gibraltar wollte er seine Schiffe neu bekohlen und auf Verstärkung durch die aus Kuba herbeigeholte Panzerfregatte Zaragoza warten. Dass die Blockade somit zunächst abgebrochen wurde, feierten wiederum die Kantonalisten als ihren Sieg. Am 19. Oktober erschienen sie sogar vor Valencia und konnten nur durch ausländische Kriegsschiffe am Beschuss auch dieser Stadt gehindert werden. Bei diesem letzten Aus- bzw. Überfall der Kantonalisten rammte die Numancia versehentlich den Dampfer Fernando el Católico und versenkte ihn.
Lobo war derweil am 15. Oktober wegen Schonung des Gegners von seinem Kommando abberufen und durch Konteradmiral Nicolás Fernández Chicarro y Leguinechea ersetzt worden. Chicarro nahm mit nunmehr sieben Kriegsschiffen am 29. Oktober die Seeblockade wieder auf und begann am 26. November auch mit dem Beschuss Cartagenas. Dabei wurde die zur Reparatur in der Werft liegende Tetuán am 30. Dezember 1873 schwer beschädigt und explodierte nach einem Brand in der Pulverkammer. Anderen Angaben zufolge wurde sie von den Kantonalisten gesprengt, um sie angesichts des Falls Cartagenas nicht in die Hände der Regierungstruppen fallen zu lassen. Allein mit der Numancia durchbrachen sie dann Chicarros Seeblockade und flohen schließlich doch noch nach Oran.